# Liste der Wappen mit Sickinger Bollen
Diese Liste beinhaltet Wappen mit Sickinger Bollen im Wappen von Gebietskörperschaften. Die Wappen stellen einen Bezug zu dem Adelsgeschlecht von Sickingen her.

## Baden-Württemberg

Flehingen, Gemeinde Oberderdingen, Landkreis Karlsruhe
Hinterzarten, Landkreis Breisgau-Hochschwarzwald
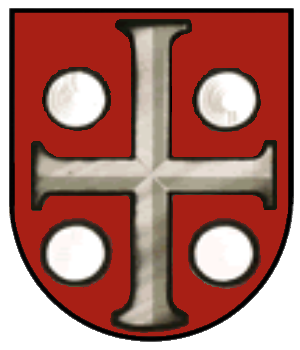
Littenweiler, Stadt Freiburg im Breisgau
Gemeinde Oberderdingen, Landkreis Karlsruhe
Sickingen, Gemeinde Oberderdingen, Landkreis Karlsruhe
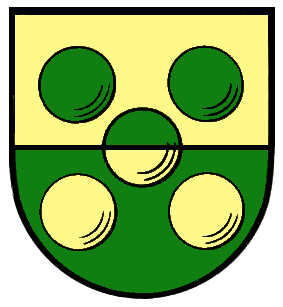
Steig, Gemeinde Breitnau, Landkreis Breisgau-Hochschwarzwald
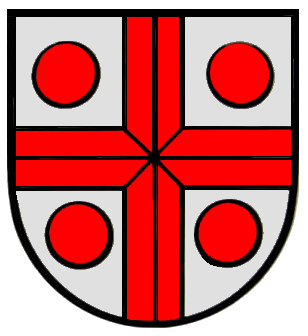
Wittental, Gemeinde Stegen, Landkreis Breisgau-Hochschwarzwald

## Rheinland-Pfalz

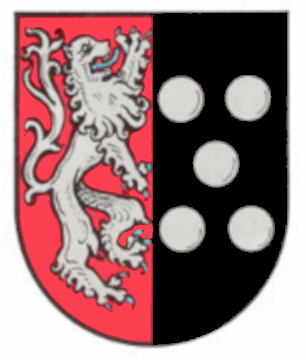
Ortsgemeinde Bann, Landkreis Kaiserslautern
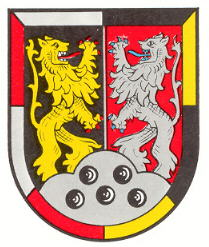
Verbandsgemeinde Bruchmühlbach-Miesau, Landkreis Kaiserslautern
Ortsgemeinde Gerhardsbrunn, Landkreis Kaiserslautern
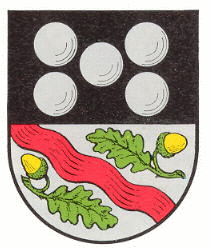
Ortsgemeinde Hauptstuhl, Landkreis Kaiserslautern
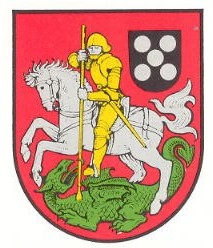
ehem. Gemeinde Heimkirchen, Landkreis Kaiserslautern
Ortsgemeinde Hermersberg, Landkreis Südwestpfalz
Ortsgemeinde Herschberg, Landkreis Südwestpfalz
Ortsgemeinde Höheinöd, Landkreis Südwestpfalz
Ortsgemeinde Horbach, Landkreis Südwestpfalz
Landkreis Kaiserslautern
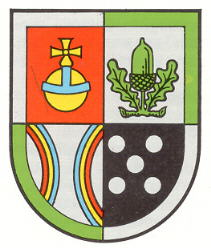
ehem. Verbandsgemeinde Kaiserslautern-Süd, Landkreis Kaiserslautern
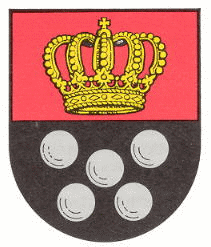
Ortsgemeinde Kindsbach, Landkreis Kaiserslautern
Ortsgemeinde Knopp-Labach, Landkreis Südwestpfalz
Ortsgemeinde Köngernheim, Landkreis Mainz-Bingen
Ortsgemeinde Krähenberg, Landkreis Südwestpfalz
Ortsgemeinde Krickenbach, Landkreis Kaiserslautern
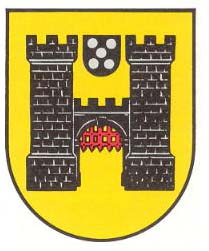
Stadt Landstuhl, Landkreis Kaiserslautern
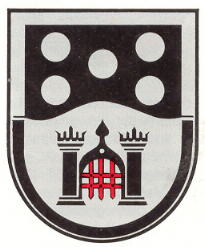
ehem. Verbandsgemeinde Landstuhl, Landkreis Kaiserslautern
Verbandsgemeinde Landstuhl, Landkreis Kaiserslautern
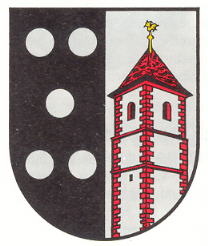
Ortsgemeinde Langwieden, Landkreis Kaiserslautern
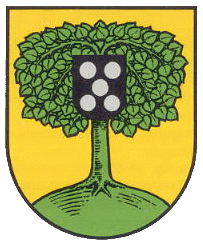
Ortsgemeinde Linden, Landkreis Kaiserslautern
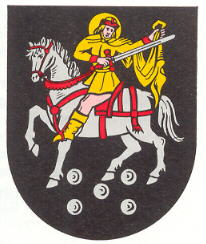
Ortsgemeinde Martinshöhe, Landkreis Kaiserslautern
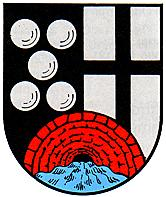
Ortsgemeinde Mittelbrunn, Landkreis Kaiserslautern
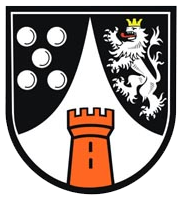
Stadt Bad Münster am Stein-Ebernburg, Landkreis Bad Kreuznach
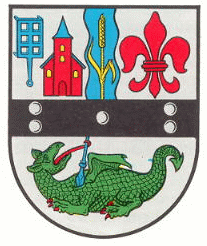
Ortsgemeinde Niederkirchen, Landkreis Kaiserslautern
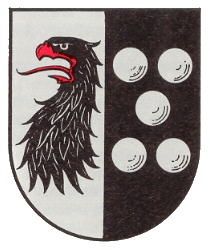
Ortsgemeinde Oberarnbach, Landkreis Kaiserslautern
Ortsgemeinde Obernheim-Kirchenarnbach, Landkreis Südwestpfalz
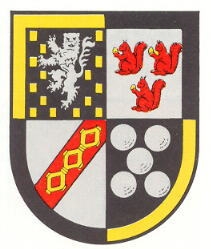
ehem. Verbandsgemeinde Otterberg, Landkreis Kaiserslautern
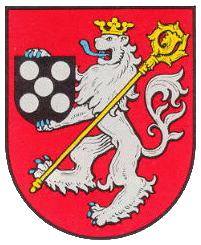
Ortsgemeinde Queidersbach, Landkreis Kaiserslautern
Ortsgemeinde Rosenkopf, Landkreis Südwestpfalz
Ortsgemeinde Sauerthal, Rhein-Lahn-Kreis
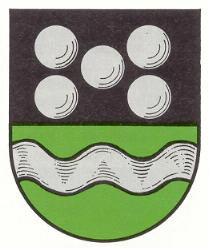
Ortsgemeinde Schallodenbach, Landkreis Kaiserslautern
Ortsgemeinde Schauerberg, Landkreis Südwestpfalz
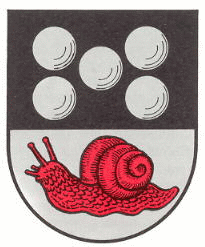
Ortsgemeinde Schneckenhausen, Landkreis Kaiserslautern
Verbandsgemeinde Thaleischweiler-Wallhalben, Landkreis Südwestpfalz
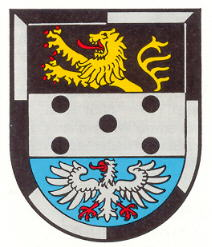
ehem. Verbandsgemeinde Wallhalben, Landkreis Südwestpfalz
Verbandsgemeinde Waldfischbach-Burgalben, Landkreis Südwestpfalz
Ortsgemeinde Weselberg, Landkreis Südwestpfalz
Ortsgemeinde Wiesbach, Landkreis Südwestpfalz
ehem. Gemeinde Wörsbach, Landkreis Kaiserslautern